# Sava Costin
Sava Costin (n. 21 ianuarie 1961, Vorniceni, raionul Strășeni) este un cardiolog moldovean specializat în ultrastructura miocardului. În anul 2013 a fost ales membru de onoare al Academiei de Științe a Moldovei .